# Chris "X-13" Higgins

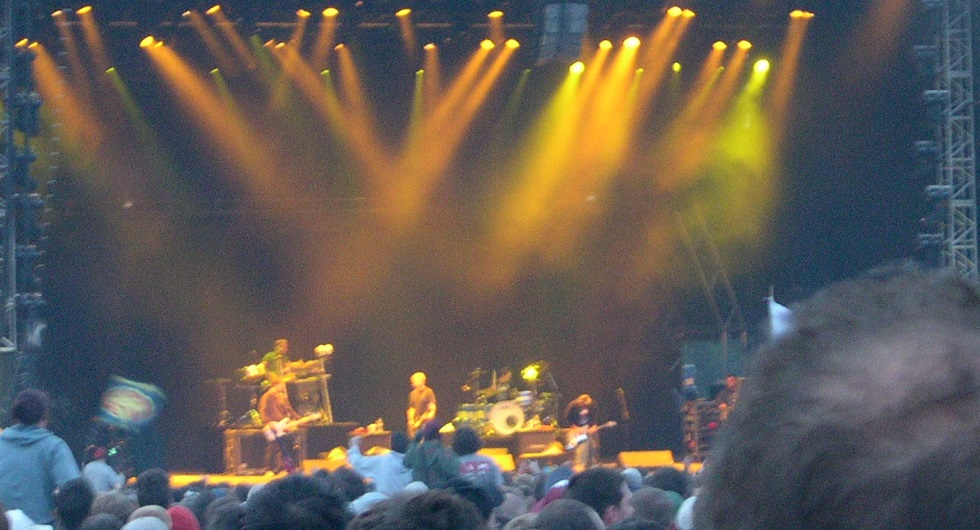
The Offspring - Actuación en directo

Chris Higgins es un colaborador habitual como guitarrista, vocalista, teclista y percusionista de la banda punk-rock The Offspring. Siempre está presente en los conciertos como un miembro más.[cita requerida] Un lugar donde puede ser encontrado es en el video de "Why Don't You Get a Job?" como el perezoso que mira televisión mientras su novia limpia la casa. Chris Higgins también toca la guitarra en la Banda "Good Kitty" bajo el nombre de "Cosmic Chris".